# Суховоля (Радинський повіт)
Суховоля (пол. Suchowola) — село в Польщі, у гміні Вогинь Радинського повіту Люблінського воєводства.
Населення — 537 осіб (2011).
У 1975-1998 роках село належало до Білопідляського воєводства.

## Демографія
Демографічна структура станом на 31 березня 2011 року:
|          | Загалом | Допрацездатний вік | Працездатний вік | Постпрацездатний вік |
| -------- | ------- | ------------------ | ---------------- | -------------------- |
| Чоловіки | 272     | 40                 | 189              | 43                   |
| Жінки    | 265     | 45                 | 134              | 86                   |
| Разом    | 537     | 85                 | 323              | 129                  |